# The Compilation: Greatest Hits II and More
The Compilation: Greatest Hits II and More é a segundo álbum de greatest hits da banda de funk norte-americana, Zapp (creditado como Roger & Zapp), lançado em 1996 pela Reprise Records.

## Faixas
1. Living For The City
2. Chocolate City
3. I Will Always Love You
4. A Thin Line Between Love & Hate
5. Easy
6. (Everybody) Get Up
7. Midnight Hour
8. It Doesn't Really Matter
9. I Only Have Eyes For You
10. California Love
11. Play Some Blues
12. Girl, Cut It Out
13. Please Come Home For Christmas